# Tehla (powiat Levice)
Tehla – wieś (obec) na Słowacji położona w kraju nitrzańskim, w powiecie Levice. Pierwsze wzmianki o miejscowości pochodzą z roku 1251. 
Według danych z dnia 31 grudnia 2012, wieś zamieszkiwały 524 osoby, w tym 261 kobiet i 263 mężczyzn.
W 2001 roku rozkład populacji względem narodowości i przynależności etnicznej wyglądał następująco:
- Słowacy – 74,14%
- Czesi – 0,72%
- Romowie – 2,53%
- Węgrzy – 21,34%

Ze względu na wyznawaną religię struktura mieszkańców kształtowała się w 2001 roku następująco:
- Katolicy rzymscy – 66,55%
- Grekokatolicy – 0,18%
- Ewangelicy – 3,07%
- Ateiści – 8,5%
- Nie podano – 2,35%